# Comorese frank
De Comorese frank is de munteenheid van de Comoren. Eén frank was 100 centime, maar de ondereenheid wordt niet meer gebruikt.
De volgende munten worden gebruikt: 2, 5, 10 (deze drie zijn nauwelijks nog in omloop), 25, 50 en 100 frank. Het papiergeld is beschikbaar in 500, 1000, 2000, 5000 en 10.000 frank. Van 1997 tot 2007 was er ook een 2500 frankbiljet.
Hoewel in het land merendeels Frans wordt gesproken, wordt er ook Arabisch gebruikt op de bankbiljetten.

## Geschiedenis
De Franse frank (FRF) werd vanaf 1908 in de Comoren gebruikt tot 1925 toen de Madagaskar frank (MGG) werd geïntroduceerd als gevolg van het samengaan van beide landen, hoewel dat al in 1914 gebeurde. De Franse frank bleef geldig tot 1928. De Madagaskar CFA-frank (XMCF) verving de Madagaskar frank aan het einde van 1945, hoewel de Comoren ook in dat jaar een afzonderlijk land werden binnen het Franse gebied.
Na de onafhankelijkheid van het land in 1975 werd in 1976 de huidige munteenheid geïntroduceerd. Vanaf 1994 was de Comorese frank na een devaluatie gekoppeld aan de Franse frank met een verhouding van 1 KMF : 0,0133 FRF, voordien was de verhouding 1 KMF : 0,02 FRF. Sinds de introductie van de euro is de munteenheid daaraan gekoppeld in een verhouding van 1:491,97.